# 网易相册
网易相册（又被称为：163相册）为网易旗下的相册网站，因为其为第一个以“无限量空间”为名进行宣传，因此成为了中国大陆网民最喜欢的相册之一，后因为其速度突然下降以及多次程序错误、停机事件的发生，诸多网易相册用户转移到了其他的在线相册。目前，网易相册的最大竞争对手为同样以“无限量空间”为名进行宣传的雅虎（中国）相册。

## 上传
网易相册建于2003年，并开始无限制上传数量。上传可选择原图上传、添加水印以及是否更改图片名称。
网易相册使用的是插件上传，每次上传不能超过100MB，但是可以分做多次上传。后来普通用户只限制每个月上传总量不能超过200MB。

## 停运
2019年3月6日，网易相册停止新用户注册、VIP充值服务，并且关闭网站部分功能，但用户仍可以登录、浏览、下载其个人相册资源。2019年5月8日，网易相册全面停止运营，关闭服务器。届时及以后用户无法登录、使用网易相册的任何功能，同时数据也不再保留。但用户仍可通过联系客服申请人工导出。
网站停止运营后，对于用户已充值购买VIP服务但未消耗完的服务，网易相册准备了退款服务。